# Врбово Посавско
Врбово Посавско је насељено место у општини Орле, у Туропољу, Хрватска. До нове територијалне организације у Хрватској место је припадало бившој великој општини Велика Горица.

## Становништво
| Националност       | 1991.        |
| Хрвати             | 150 (99,33%) |
| Срби               | 0            |
| Југословени        | 0            |
| остали и непознато | 1 (0,66%)    |
| Укупно             | 151          |